# Alimede (astronomia)
Alimede, o Nettuno IX, è un satellite irregolare e retrogrado di Nettuno, scoperto il 14 agosto 2002 da un gruppo di ricerca coordinato da Matthew Holman e composto da John Kavelaars, Tommy Grav, Wesley Fraser e Dan Milisavljevic. Nella stessa occasione furono scoperti anche altri due satelliti, Laomedea e Sao.

## Etimologia

I satelliti irregolari di Nettuno.

Alimede, o Nettuno IX, come molti altri satelliti di Nettuno, deriva il suo nome da quello di Alimede (in greco Αλιμήδη?), una Nereide secondo la mitologia greca, quinta figlia di Nereo e Doris. Prima dell'annuncio ufficiale del suo nome da parte
dell'Unione Astronomica Internazionale il 3 febbraio 2007, era noto con la designazione provvisoria S/2002 N 1.

## Parametri orbitali
L'orbita di Alimede è la seconda per eccentricità e la terza per inclinazione tra i satelliti di Nettuno, come evidenziato nel diagramma. I satelliti al di sopra dell'asse orizzontale hanno moto progrado, mentre quelli al di sotto sono retrogradi. Il segmento giallo si estende dal pericentro all'apocentro, mostrando l'eccentricità.

## Parametri fisici
Alimede ha un diametro di 62 km (calcolato assumendo un'albedo di 0,04) e appare di colore grigio in luce visibile. Data la somiglianza del colore con quella dell'altro satellite Nereide e l'elevata probabilità di collisioni (41%) nel corso della passata storia del sistema solare, si ritiene che il satellite possa essere un frammento di Nereide.